# Guillaume de Mortagne
Guillaume de Mortagne, était un seigneur de Dossemer, de Rumes, d'Audenaerde et de Tourcoing.
Fils de Arnaud de Mortagne et Yolande de Coucy.
Il racheta la seigneurie de Tourcoing en 1294 à Alix de Guines qui était endetté.

## mariages
Il se maria avec Isabelle de Wilde-Espel ;

puis avec Elisabeth de Sloten ;

ensuite avec Pentecôte (Yvette) de Durby, fille de Gérard de Limbourg seigneur de Durby ; 

enfin avec Isabelle de Audenarde, fille d'Arnold seigneur de Audenarde et d'Isabelle de Sebourg. 
- Guillaume de Mortagne ;
- Mathilde de Mortagne, qui épousa Jean III châtelain de Lille ;
- Marie de Mortagne, épousa Jean Bertout seigneur de Grammene tué à la Bataille de Worringen (5 juin 1288).

## Sources
- Fondation pour la généalogie médiévale (en anglais) ;